# Artefact : Machines à écrire 1.0
Artefact : Machines à écrire 1.0 est un roman de science-fiction de l'écrivain français naturalisé canadien Maurice G. Dantec paru le 14 août 2007.

## Récit
Ce roman est divisé en trois parties. Construit tel une trinité, il propose au lecteur un voyage au cœur même de sa propre nature. Par opposition aux précédents romans de l'auteur, sa constitution est plus intégrée et autonome et d’abord plus facile. Les thèmes sont : le récit, la nature humaine, la liberté, la foi, la vengeance, la haine, la terreur, l’angoisse, le Diable. La première partie (Vers le nord du ciel) est abordable pour un public averti, la seconde (Artefact) est tout à fait hermétique et la troisième (Le monde de ce prince) est d’une rare violence.